# Хусейн Фахрі-паша
Хусейн Фахрі-паша (араб. حسين فخري باشا; 1843–1910) — єгипетський політичний діяч, виконував обов'язки прем'єр-міністра хедивату упродовж трьох днів у січні 1893 року.
Також обіймав посади міністра кабінету міністрів та міністра громадських робіт під час будівництва Асуанської греблі за що був нагороджений орденом Святого Михайла і Святого Георгія 1902 року.